# Casa de Aramberri
La Casa de Aramberri es una vivienda en ruinas ubicada en el zona del Barrio Antiguo del centro de Monterrey. En esta casa ocurrió un asesinato el 5 de abril de 1933 que marcó el Monterrey antiguo y que provocó la creación de una leyenda.

## Caso
Antonia Lozano y Florinda Montemayor, de 54 y 22 años, respectivamente, fueron asesinadas un poco después de las 6 de la mañana, cuando La Señora Antonia Lozano, acababa de despedir a su esposo, Don Delfino Montemayor, en el domicilio marcado con el número 1026 Oriente, sobre la calle Jose Silvestre Aramberri. El esposo de Antonia Lozano, Delfino Montemayor, que era trabajador de la Fundidora de Fierro y Acero de Monterrey, se encontraba rumbo al trabajo en el momento en el que sucedió el crimen.
Cuando se realizó la investigación se comprobó que las cerraduras no se habían forzado. Más tarde se comprobó que el asesinato lo cometieron tres hombres, uno de ellos Gabriel Villareal, quien era sobrino de Antonia Lozano. A los culpables se les aplicó la ley fuga, y los tres hombres murieron. Algunas fuentes afirman que el asesinato de los culpables fue producto de una orden del señor Don Delfino .
En el robo, Antonia Lozano y Florinda Montemayor resultaron golpeadas, abusadas sexualmente y, posteriormente, asesinadas. 
En el imaginario popular existe la idea de que se logró dar con los responsables porque un loro que tenía la familia comenzó a decir una frase de manera frenética: “¡No me mates, Gabriel, no me mates!”. Sin embargo, también se cuenta que fue la destreza de los investigadores lo que logró resolver el caso.

## La Leyenda
Don Delfino Montemayor continuó habitando la casa del crimen después de los hechos, pero no se sabe hasta cuándo. Falleció en diciembre de 1957 y lo sepultaron sus hermanas en el panteón Dolores, en Monterrey.
En los años siguientes, algunas familias habitaron la casa y también la rentó una doctora que estableció su clínica dental y consultorio hasta 1985.
En algunas fuentes se menciona que el lugar se clausuró porque en la vivienda empezaron a registrarse sucesos paranormales, entre ellos gritos y lamentos que podían escucharse por las noches. Se cree que pueden ser las almas de Antonia Lozano y Florinda Montemayor, que no han podido descansar en paz.

## Actualidad
Durante algunos años fue posible que decenas de visitantes curiosos entraran a observar el interior de la casa, pero ya no es posible entrar. La entrada y las ventanas se cubrieron con cemento y ladrillos porque la fama de la casa hizo que muchas personas entraran a la fuerza para realizar actividades relacionadas con la brujería.
Durante el año 2019, los descendientes directos de la familia Montemayor lograron vender la casa. Algunos miembros de la familia Montemayor realizaron una solicitud al estado con el fin de preservar la vivienda y convertirla en un museo, pero no se obtuvo una respuesta. En la actualidad la vivienda no ha sufrido algún cambio aparente y no se encuentra protegida por el Instituto Nacional de Antropología e historia (INAH) de Nuevo León.
En Nuevo León, la fama de la casa ha cobrado tanta relevancia a lo largo de los años, que incluso se publicó un libro en el año 1994 titulado El crimen de la casa de Aramberri del escritor regiomontano Hugo Valdés Manríquez. En este libro se relata la historia del asesinato y el autor trata de dar una explicación sobre los posibles motivos por los cuales ocurrió este asesinato. También se han realizado diversos reportajes y proyectos audiovisuales, en su mayoría para descubrir si en la casa ocurren sucesos paranormales.
El 9 de octubre de 2024, abre como restaurante de hamburguesas y otros platillos con temática de terror, conservando la instalación original así como pertenencias que contenía el inmueble. 